# زد (فلم)
زاد (بالإنجليزية: z) فلم جزائري - فرنسي من إخراج المخرج كوستا غافراس وهو الفلم العربي الوحيد الحائز على جائزة أوسكار فئة الأفلام الأجنبية، وكان هذا سنة 1969. وهو من بطولة إيف مونتان وإيرين باباس.

## وصلات خارجية
- زد على موقع IMDb (الإنجليزية)
- زد على موقع ميتاكريتيك (الإنجليزية)
- زد على موقع الموسوعة البريطانية (الإنجليزية)
- زد على موقع روتن توميتوز (الإنجليزية)
- زد على موقع قاعدة بيانات الأفلام العربية
- زد على موقع ألو سيني (الفرنسية)
- زد على موقع Turner Classic Movies (الإنجليزية)
- زد على موقع أول موفي (الإنجليزية)
- زد على موقع فيلمافينيتي (الإسبانية)
- زد على موقع قاعدة بيانات الأفلام السويدية (السويدية)

1. ↑  "قاعدة بيانات الأفلام على الإنترنت" (بالإنجليزية). Retrieved 2019-10-17.
2. 1 2 3  وصلة مرجع: http://stopklatka.pl/film/z. الوصول: 8 مايو 2016.
3. 1 2 3  وصلة مرجع: http://www.adorocinema.com/filmes/filme-5493/. الوصول: 8 مايو 2016.
4. 1 2 3  وصلة مرجع: http://www.allocine.fr/film/fichefilm_gen_cfilm=5493.html. الوصول: 8 مايو 2016.
5. 1 2 3 4 5 6 7 8 9 10 11 12 13 14 15 16  وصلة مرجع: http://www.imdb.com/title/tt0065234/fullcredits. الوصول: 8 مايو 2016.
6. 1 2 3 4 5 6 7  وصلة مرجع: http://bbfc.co.uk/releases/z-1970-0. الوصول: 8 مايو 2016.
7. 1 2 3 4 5 6 7 8  مذكور في: قاعدة بيانات الأفلام التشيكية السلوفاكية. لغة العمل أو لغة الاسم: التشيكية. تاريخ النشر: 2001.